# Esencialna maščobna kislina
Esencialne maščobne kisline so večkrat nenasičene maščobne kisline, ki so nujno potrebne za normalno delovanje človeškega organizma in jih telo ne more proizvesti samo, zato jih moramo prejeti s hrano. Te maščobne kisline so nutritivne verige ogljikov z dvema ali več dvojnimi vezmi, lokacije le teh pa so izredno pomembne. Če štejemo od konca, pri čemer uporabljamo grško črko omega (ta pomeni konec), ima omega-3 eno od svojih dvojnih vezi na tretjem atomu od zadnjega ogljika, omega-6 pa ima dvojno vez na šestem atomu od končnega ogljika.
Poznamo dve skupini esencialnih maščobnih kislin, in sicer omega-3 maščobne kisline in omega-6 maščobne kisline. Med prvimi je najpomembnejša linolenska, med drugimi pa linolna kislina.

## Kje se nahajajo?
Omega-3 nenasičene maščobne kisline se nahajajo v morskih živalih, školjkah in nekaterih rastlinah. Z omega-3 so bogate: tune, sardine, losos, postrvi in ostrige, omega-6 pa najdemo predvsem v oljih suhozemnih rastlin, kot so koruzno, sončnično olje, olje repne ogrščice.
Ko so jih leta 1923 odkrili kot pomembna hranila, so jih sprva poimenovali vitamin F.

## Vloga
V organizmu opravljajo esencialne maščobne kisline številne vloge:
- iz njih se preko arahidonske kisline sintetizirajo eikonazoidi (prostaglandini, levkotrieni in tromboksani);
- so izhodne molekule za sintezo endogenih kanabinoidov (vplivajo na razpoloženje, vedenje, vnetja) ...

## Razmerje med omega-6 in omega-3 maščobnimi kislinami v prehrani
Ugodno razmerje n-6/n-3 maščobnih kislin (MK) naj bi bilo med 5:1 in 10:1. Pred letom 1800 je bilo njihovo razmerje celo okoli 1:1, potem pa se je bistveno povečevala tako količina zaužitih celokupnih maščob kot tudi n-6 maščobnih kislin. Razmerje se je med drugim poslabšalo zaradi povečane porabe rastlinskih olj, ki so zelo bogata z n-6 MK, predvsem linolno kislino (18:2,n-6), in obenem z manjšo porabo živil, bogatih z n-3 MK (ribe, ribja olja, sojino in ogrščično olje). Tako je v razvitih državah prišlo razmerje že na 14:1 do 20:1.

### Pomen razmerja n-6/n-3 maščobnih kislin pri kardiovaskularnih in drugih kroničnih boleznih
Ugotovljeno je bilo, da prekomerne količine zaužitih n-6 maščobnih kislin in povišano razmerje n-6/n-3 MK lahko pospešijo razvoj različnih bolezni, kot so kardiovaskularne, vnetne in avtoimunske bolezni ter rak. Nasprotno pa povečan vnos n-3 MK in znižano razmerje n-6/n-3 MK delujejo zaviralno na patogenezo teh bolezni. Optimalno razmerje in učinkovite količine n-3 MK pri sekundarnem preprečevanju bolezni ter njihovih zapletov pa so odvisni od več dejavnikov, predvsem od vrste in stopnje bolezni ter genetske predispozicije posameznika.

## Omega-3 maščobne kisline pri vnetju in vnetnih boleznih
Pri vnetju kot mediatorji sodelujejo tudi eikozanoidi. Eikozanoidi so zgrajeni iz dolgoverižnih maščobnih kislin z 20 C atomi. Vnetne celice značilno vsebujejo velik delež arahidonske kisline (AA; 20:4,n-6) in manj ostalih maščobnih kislin z 20 C atomi (EPA), zato je substrat za sintezo eikozanoidov običajno AA.

### Vpliv EPA in DHA na sintezo eikozanoidov
Uživanje dolgoverižnih n-3 MK (EPA in DHA) povzroči zvečan privzem teh MK v fosfolipidne plasti celične membrane. Medtem ko so eikozanoidni produkti EPA-e večinoma biološko neaktivni, se iz AA lahko sintetizirajo aktivni tromboksan A2, prostaglandini in levkotrieni. Celice z večjo vsebnostjo DHA in EPA proizvajajo manj inflamatornih eikozanoidov in tako se zmanjša lokalno in sistemsko vnetje. Poleg tega naj bi tudi razpadni produkti EPA delovali antiinflamatorno.
Študije so potrdile povezavo med n-3 MK in vnetjem ter pokazale, da uživanje 2,7g ali več EPA na dan zmanjša produkcijo PGE2. Študija na ljudeh, ki so jim k prehrani 4 tedne dodajali olje lanenih semen ali ribje olje, je pri lanenem olju pokazala 30%, pri ribjem pa kar 74-80% zmanjšanje nastajanja vnetnih citokinov. Ugotovili so tudi, da so tovrstni učinki boljši pri uporabi dolgoverižnih n-3 MK kot pri n-3 MK z 18C, kjer so za pretvorbo v dolgoverižne oblike potrebni ustrezni encimi.

#### Ribje olje in revmatoidni artritis
Narejene so bile randomizirane, placebo kontrolirane, dvojno slepe študije, kjer so pacientom 1-12 mesecev k prehrani dodajali 1-7g (večini 3,5g) ribjega olja. Od 17 študij jih je 16 poročalo o izboljšanju vsaj 2 kliničnih rezultatov in 6 o izboljšanju vsaj 4 kliničnih rezultatov. Analize so pokazale, da dolgoverižne n-3 MK pozitivno vplivajo na klinične rezultate pri revmatoidnem artritisu. Izboljšanje se po navadi pokaže po 12 tednih uporabe ribjega olja pri vnosu najmanj 3g EPA in DHA dnevno.